# Aaptos horrida
Aaptos horrida är en svampdjursart som först beskrevs av Carter 1886.  Aaptos horrida ingår i släktet Aaptos och familjen Suberitidae. Inga underarter finns listade i Catalogue of Life.